# EUC-JIS-2004
EUC-JIS-2004は、日本の文字を符号化するために使われる文字コードである。JIS X 0213の符号化方式のひとつである。JIS X 0213:2004の附属書3で定義されている。
以下のようなコード値の割り当てによって、ASCIIとJIS X 0213、およびJIS X 0201片仮名を混在させる符号化方式である。
- コード値0x20から0x7FまではASCII (厳密にはISO/IEC 646 国際基準版) を用いる。
- コード値0xA1から0xFEまでは、2バイトを用いてJIS X 0213の第1面を表現する。この部分はJIS X 0208の上位互換である。
- 0x8Fに続く2バイト文字1文字分 (0xA1から0xFEまでの2バイト) は、JIS X 0213の第2面の文字である。
- 0x8Eに続く1文字分 (0xA1から0xFEまで) は、JIS X 0201片仮名を表す。

ISO/IEC 2022の言葉で言えば、G0にASCII、G1にJIS X 0213第1面、G2にJIS X 0201片仮名、G3にJIS X 0213第2面を指示した状態で、GLにG0、GRにG1を呼び出して運用するものである。G2を使うためにSS2、G3を使うためにSS3を用いる。
この符号化方式のEUC-JPとの違いは、JIS X 0208の代わりにJIS X 0213第1面を用いることと、JIS X 0212補助漢字の代わりにJIS X 0213第2面を用いることである。JIS X 0213第1面はJIS X 0208の上位互換であり、またEUC-JPにおける補助漢字は実態としてほとんど使われていないため、既存のEUC-JPの文書はほとんどの場合そのままEUC-JIS-2004の文書として扱うことができる。
なお、この符号化方式はJIS X 0213の初版 (2000年) ではEUC-JISX0213と命名されていた。2004年改正におけるUCS互換漢字10文字の有無だけが異なるが、大きな違いではないためEUC-JIS-2004と同一視されることもある。